# Estadi Olímpic Hammadi Agrebi
L'Estadi Olímpic Hammadi Agrebi és un estadi esportiu de la ciutat de Radès, a Tunísia. És utilitzat per al futbol i l'atletisme.
Va ser inaugurat el juliol de 2001, per a ser seu dels Jocs Mediterranis de 2001. També va ser seu de la Copa d'Àfrica de Nacions 2004. Anteriorment s'anomenà Estadi 7 de Novembre (2001–2011) i Estadi Olympique de Radès (2011–2020). Té una capacitat per a 60.000 espectadors i és la seu dels clubs Club Africain i Espérance Sportive de Tunis.
Va ser seu del Campionat Africà d'atletisme de 2002.

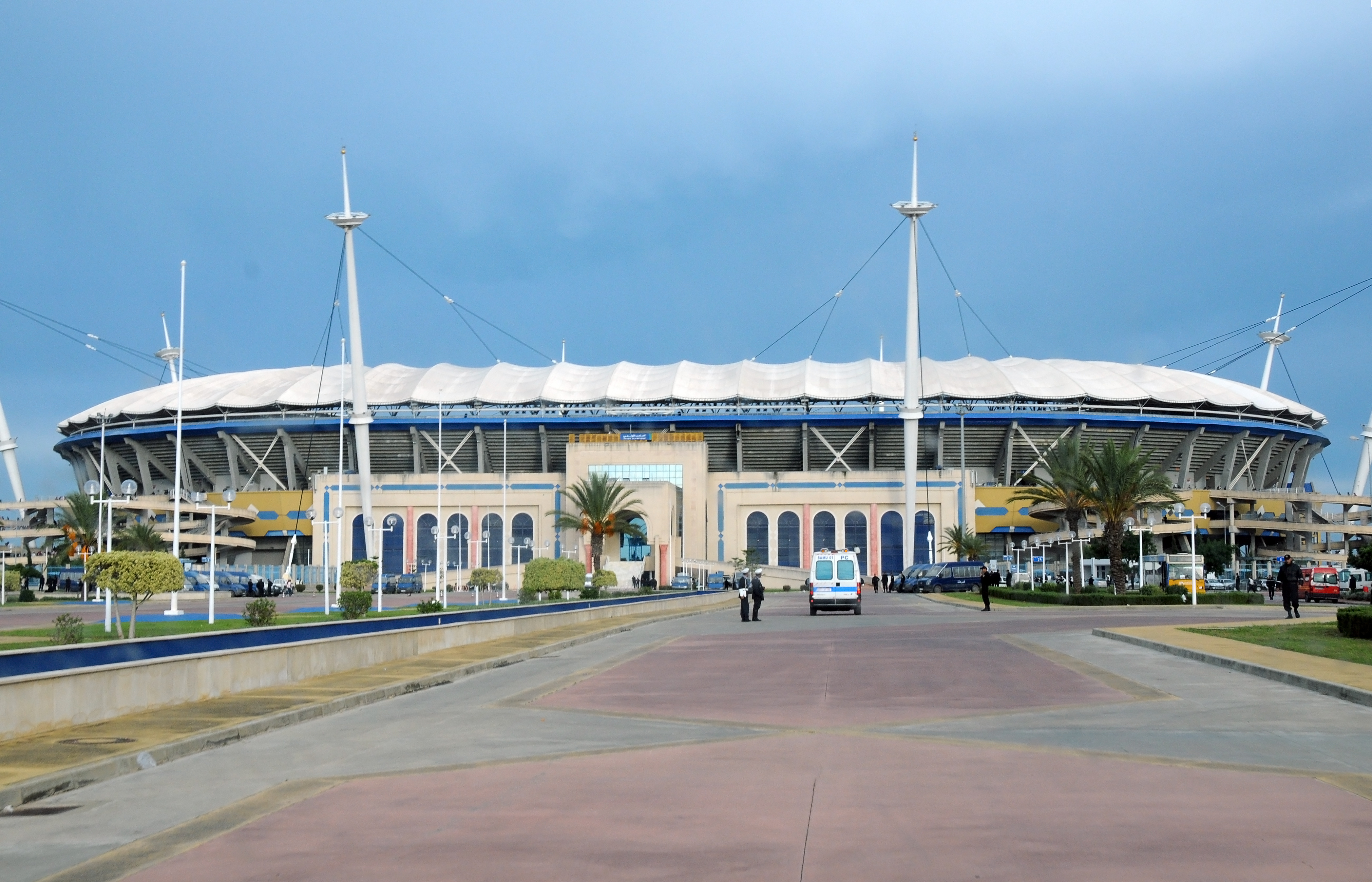
Vista exterior.

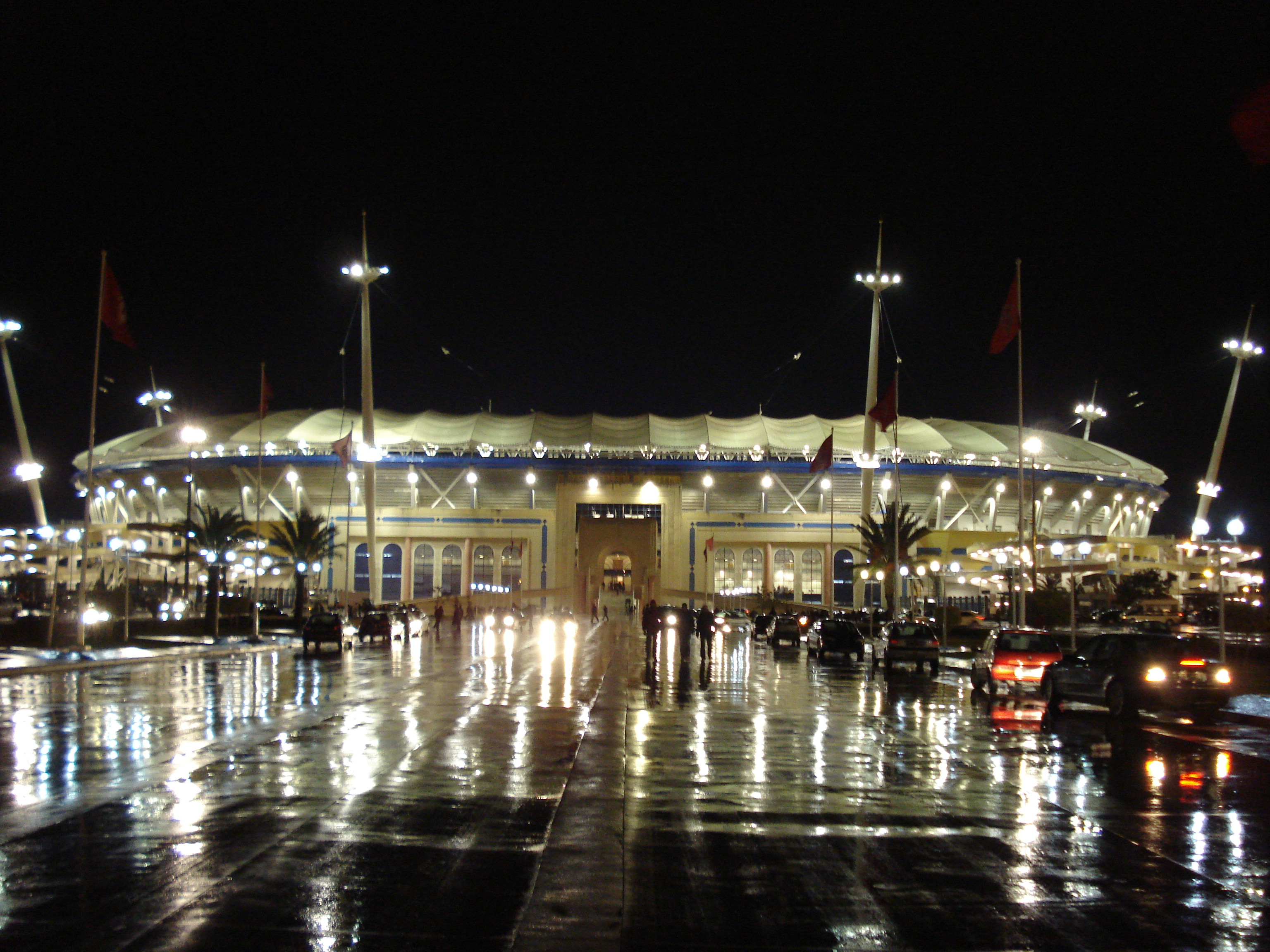
Estadi de nit.

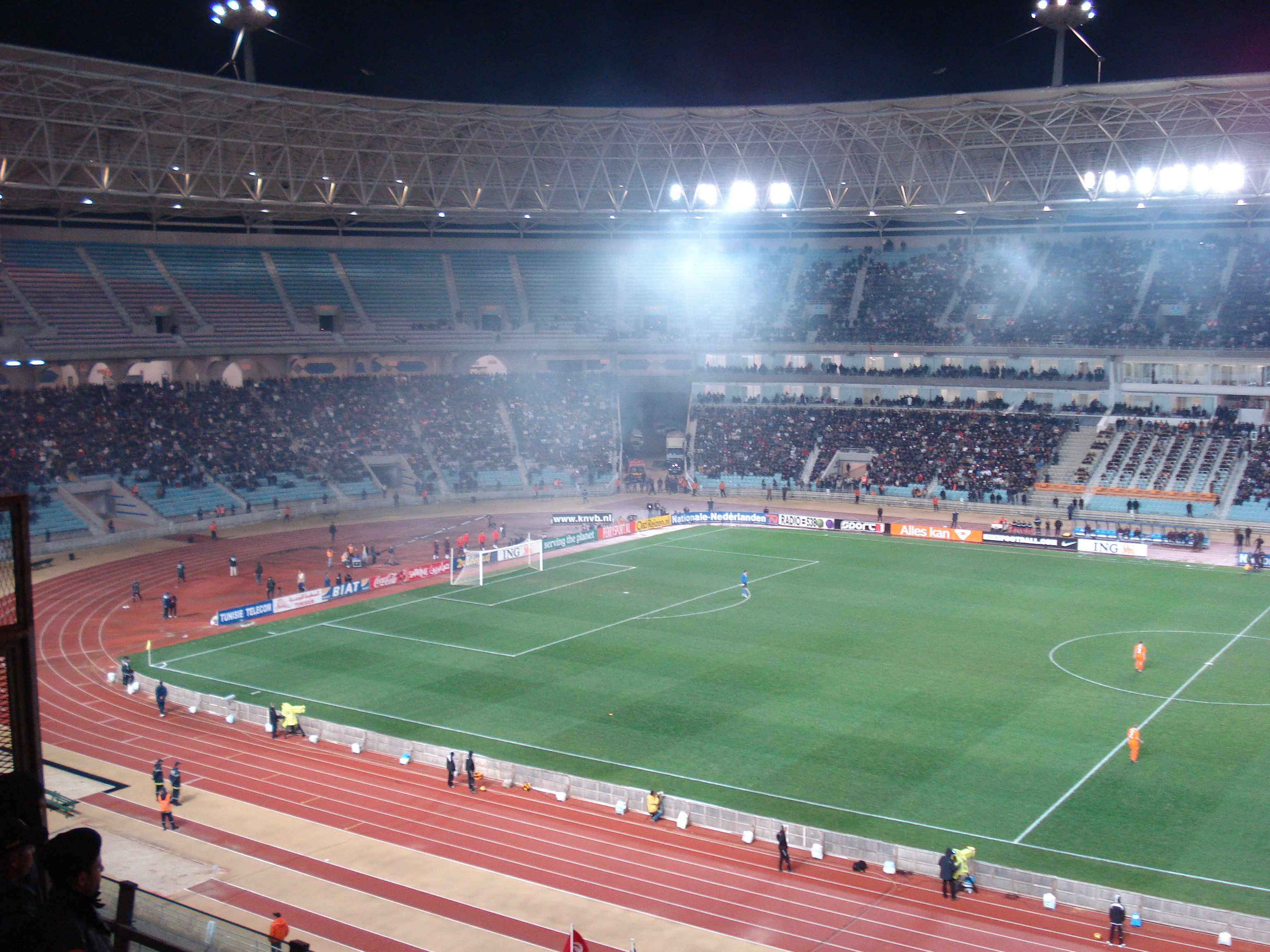
Partit Tunísia Holanda el 2009.